# Heðin M. Klein
Heðin Magni Kristin Súni Klein (født 28. februar 1950 i Tórshavn) er en færøsk lærer, forfatter og tidligere politiker (T).
Han blev født i Tórshavn, men voksede op ved Gjógv. Han er uddannet lærer fra Føroya Læraraskúli i 1972 og arbejdede som sådan på Sandur 1972–1983 og ved Eysturskúlin i Tórshavn 1983–1998. Han var daglig leder af forlaget Føroya Skúlabókagrunnur 1998–2004, men blev igen lærer ved Eysturskúlin fra 2004.
Klein kom ind i landspolitik i en ung alder, bare 24 år gammel blev han valgt til Lagtinget fra Sandoy i 1974. Han blev samme år kommunalbestyrelsesmedlem i Sands kommuna, og sad der indtil 1979. Han sad i Lagtinget frem til 1980. Hans Marius Joensen mødte i Lagtinget, mens Klein var fiskeri- og kommunalminister i Atli Dams tredje regering 1979–1981.

## Forfatterskab
Heðin M. Klein har skrevet mange bøger, både egne værker og i samarbejde med andre, samt foretaget talrige oversættelser af udenlandsk skønlitteratur. En del af hans værker er oversat til dansk, islandsk, nynorsk, engelsk, tysk, svensk, russisk, finsk, italiensk og serbokroatisk. Klein var formand for forfatterforeningen Rithøvundafelag Føroya 1994–1997 og 2006–2007. Han repræsenterede foreningen i sprognævnet Føroyska málnevndin fra 2009. Klein tildeltes M.A. Jacobsens Heiðursløn for skønlitteratur i 1985.

### Egne værker
- 1969 - Væmingar og vaggandi gjálv, Næmingafelag Føroya Læraraskúla.
- 1983 - Strandvarp, på eget forlag.
- 1985 - Ljóðsins Ljóð, på eget forlag.
- 1994 - Veggjagrøs, Forlagið Fannir.
- 2004 - Móti tøgnini, egne digte og oversættelser af Olav H. Hauge, Mentunargrunnur Studentafelagsins.
- 2012 - Vatnskorpur fyri tøgnina, egne digte og oversættelser af Paul Celan.
- 2014 - Afturljóð - udvalgte digte 1969 til 2014, Mentunargrunnur Studentafelagsins.

### Oversættelser
- Flytifuglur (1972), sammen med Steinbjørn B. Jacobsen
- Ein vakran summardag (1990) efter Max Bollinger og Jindra Capek, Bókadeildin.
- Okkurt óreint í kálinum (1992) efter Diz Wallis, Bókadeildin.
- Faðir mín, Sólin (1992) efter Nils-Aslak Valkeapää – sammen med Róa Paturssoni, Norðurlandahúsið.
- Tá ið dýrini bardust (1993) efter Diz Wallis, Bókadeildin.
- Nú ríður tú heim (2005) digte af Olav H. Hauge, Bókadeildin.
- Tala tú eisini (2014) digte af Paul Celan